# Ursula Hänle

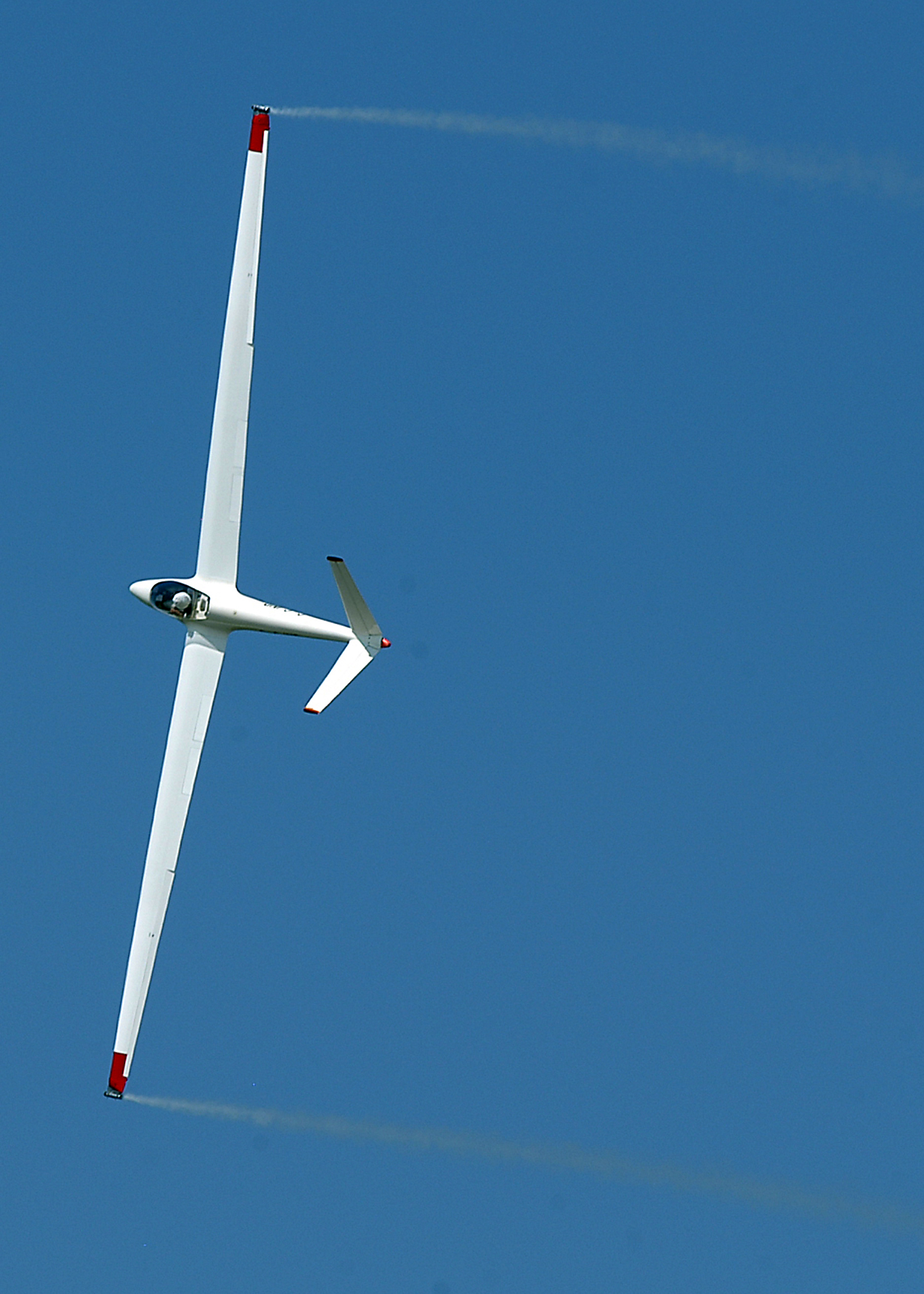
Kunstflug-Segelflugzeug H-101 Salto, eine Entwicklung von Ursula Hänle

Ursula Hänle (* 11. Juni 1925 in Berlin; † 1. April 2009 in Rathenow) war eine deutsche Segelflugzeugkonstrukteurin und Mitbegründerin der Firma Glasflügel Segelflugzeugbau GmbH.
Zusammen mit ihrem Ehemann Eugen Hänle gründete Ursula Hänle im Jahr 1962 die Firma Glasflügel Segelflugzeugbau GmbH.
Zu einer der zur damaligen Zeit innovativsten Entwicklungen Hänles gehört das Kunstflug-Segelflugzeug H-101 Salto. Auch gilt sie im Flugzeugbau als einer der Pioniere in der Konstruktion und dem Bau von Segelflugzeugen auf GFK-Basis. Nicht zuletzt ist ihr Buch Ursula Hänles Kleine Fiberglas Flickfibel ein bis heute immer noch beliebtes Werk für jene Piloten, die kleinere Reparaturen und Erweiterungen für ihre GFK-Flugzeuge selbst durchführen möchten.

## Ursula-Hänle-Fonds
In ihrem Testament verfügte Ursula Hänle, dass ihr Vermögen von rund 100.000 € bestmöglich angelegt werden solle. Die Zinsen aus dieser Anlage sollten „jährlich an einen ehrenamtlichen Prüfer Klasse III des DAeC ausbezahlt [werden], welcher in dem betreffenden Jahr auf eine fünfundzwanzigjährige Prüfertätigkeit zurückblickt“. Aufgrund der Zinsentwicklung war dies 2014 nicht möglich, so dass, um dem Willen von Ursula Hänle bestmöglich zu entsprechen, infolgedessen der Ursula-Hänle-Fonds gegründet wurde. Der Zweck des Fonds war zum einen, jährlich mindestens einen Prüfer der Klasse III in den „Neuen Bundesländern“ mit einem Barpreis von mindestens 1100 € zu ehren, und zum anderen die Ausbildung von ehrenamtlichen Segelflugzeug-Technikern und -Prüfern aus den DAeC Mitgliedsvereinen der „Neuen Bundesländer“ finanziell zu unterstützen. Der Fonds wurde durch den FSV „Otto Lilienthal“ Stölln/Rhinow e. V. verwaltet und endete am 25. Oktober 2024.